# 미국 연방 법원

미국의 사법제도는 연방정부와 주정부로 이원화되어 있다.

미국 연방 법원 또는 미국의 연방 사법부(영어: Federal judiciary of the United States)는 미국의 연방 정부에서 사법권을 행사하는 기관 및 그 체계를 일컫는 말이다. 연방제 국가로서 미국은 연방정부 및 주정부가 각각 관할에 따라 별도의 최고법원을 두고 있다.

## 개요
미국의 사법부는 연방정부와 주(州, 영어: State) 정부 사이의 사건 관할에 따라 최고법원이 다르게 설정되어 있으므로, 주 정부에 관한 사건은 각 주의 최고법원이 관할하나, 연방정부에 관한 모든 사건은 미국 연방 대법원이 일괄하여 관할하는 체계를 택하고 있다. 연방대법원이 주 법원보다 우선적으로 관할하는 사건의 범위는 미국 헌법 제3조 제2항에 규정되어 있다. 다만 미국 헌법 제3조 제2항에는 의회의 제정법이 위헌인 경우 무효로 하는 사법심사(judicial review) 권한이 명시되어 있지 않으나, 이는 마베리 대 매디슨 사건 이래 대법원 판례에 따라 연방대법원의 권한으로 인정되고 있다. 
이러한 연방대법원 대법관을 비롯한 미국 헌법 제3조에 따라 설치된 연방법원(이른바 영어: Article III courts)의 법관들은 일괄적으로 미국 헌법 제2조 제2항에 따라 상원의 동의를 얻어 대통령이 임명한다. 이러한 연방법원 법관들은 미국 헌법 제3조 제1항에 따라 제한이 없는 임기를 누리며, 정년마저도 없는 완전한 종신직의 지위를 지니고, 퇴임할 경우 다른 직업에 종사하지 않도록 퇴임 당시의 보수를 사망할 때까지 그대로 받게 된다. 반면 헌법 제3조에 따른 헌법기관으로서 연방법원이 아닌, 미국 의회가 정책적 필요에 따라 법률로써 설치한 법원(이른바 영어: legislative courts)의 법관들은 상원의 동의에 따라 대통령에 의해 임명되는 과정 자체는 연방법원 법관과 동일하나, 그 법원이 설치된 법률 등에 따라 서로 다른 대우를 받게 된다.

## 연방대법원
미국 연방대법원은 전속관할과 상소관할을 가지는데 전속관할 사건으로는 대사나 주가 당사자가 되는 사건이 있고, 상소관할은 하급심 법원의 상고심을 담당한다. 연방대법원은 산하에 연방항소법원 및 연방지방법원을 하급심으로 두어 3심제를 실시하고 있다. 
미국 헌법은 연방대법원에 둘 대법관의 숫자를 예정하고 있지 않음에도 연방대법원은 관습적으로 9명의 대법관 숫자를 유지해오고 있다. 이처럼 연방대법원은 미국 연방정부의 유일한 최고법원으로서 기능하면서도 단 9명의 대법관만을 두고 있으므로, 심판대상으로 삼을 사건을 재량적으로 선별하여 받아들임으로써 1년 동안 약 100~150건 정도의 사건만을 처리하는 강력한 상고허가제도를 발전시켜왔다. 이는 이송명령(영어: writ of certiorari) 신청에 대한 심사라는 방식으로 구현된다. 
연방대법원을 포함한 연방법원들의 사법행정권은 미국 연방대법원장을 의장으로, 각 연방항소법원의 장 및 각 항소법원 지역구를 대표하는 법관, 연방국제거래법원(영어: United States Court of International Trade)의 장을 구성원으로 하는 '미국 연방사법회의(영어: Judicial Conference of the United States)'에 속해 있다. 연방사법회의의 결정은 미국 연방법원행정처(영어: Administrative Office of the U.S. Courts)가 이행하는데, 행정처의 장은 연방대법원장이 임명한다.

## 같이 보기
- 사법부
- 미국 연방정부
- 미국 주법원